# Terry de la Mesa Allen mlajši
Terry de la Mesa Allen mlajši, ameriški častnik, * 1929, † 1967.
Bil je sin Terry de la Mesa Allen, poveljnika 1. pehotne divizije, v kateri je tudi sam služil. Padel je kot podpolkovnik in poveljnik 2. bataljona 28. pehotnega polka, ko je njegov bataljon naletel na vietkongovski 271. polk in bil uničeni v bitki pri Ong Thanhu.